# Giuseppe Ciantes
Giuseppe Ciantes, né à Rome en 1602, mort dans la même ville en 1670, est un évêque et hébraïsant italien.

## Biographie
Giuseppe Ciantes naquit à Rome l’an 1602, et prit l’habit de Saint-Dominique dans le de couvent de la Minerve, à l’âge de quatorze ou quinze ans. Il joignit à la connaissance des lettres divines et humaines celle des langues orientales, et surtout de l’hébreu, qu’il fit servir heureusement à la conversion des juifs, dont le pape Urbain VIII l’établit prédicateur à Rome l’an 1626. Ciantes n’avait alors que vingt-quatre ans, et il continua ce ministère avec beaucoup de succès l’espace de quatorze ans, pendant lesquels il enseigna aussi la théologie dans le collège de la Minerve. Il fut consacré évêque de Marsico dans le royaume de Naples. Il abdiqua volontairement l'évêché en 1656 pour se retirer dans le couvent la Minerve, où il vécut encore quatorze ans dans les exercices de la piété et de l’étude. Il mourut âgé de soixante-huit ans en 1670, et fut enterré avec son frère Ignazio dans l’église Santa Sabina.

## Œuvres
- (la) Giuseppe Ciantes, De sanctissima trinitate ex antiquorum Hebraeorum testimonijs euidenter comprobata, Romae, typis Varesij, 1667 (lire en ligne).
- Giuseppe Ciantes, Della incarnazione del verbo divino evidentemente difesa dalle opposizioni degli Ebrei colle dottrine medesime de loro maggiori Teologi, Roma, per Nicol'Angelo Tinassi, 1668 (lire en ligne).
- Giuseppe Ciantes, Les Deux Mistères de la Trinité et de l'Incarnation évidemment prouvés contre les Hébreux par la doctrine même de leurs plus grands théologiens. Traduit de l'Italien de Messire Joseph de Ciantes, évêque de Marsique, par monsieur Du Mothier, À Rome, chez Philippe Maria Mancini, 1668.
- Summa contra gentes D. Thomæ Aquinatis, etc. C’est une traduction en hébreu de la Somme contre les Gentils de Thomas d'Aquin, imprimé à Rome en 1657, à deux colonnes, le latin d’un côté, et l’hébreu de l’autre. Il n’y a que les trois premiers livres de cette version qui aient été imprimés. Le quatrième se conservait en manuscrit dans la bibliothèque de la Minerve. Ughelli remarque que tout ce qui sortait de la plume de cet auteur était extrêmement recherché, lu et applaudi par les gens de lettres.